# Lijst van voetbalinterlands Duitsland - Italië
Deze lijst van voetbalinterlands is een overzicht van alle officiële voetbalwedstrijden tussen de nationale teams van (West-)Duitsland en Italië. De landen speelden tot op heden 39 keer tegen elkaar. Het eerste duel betrof een vriendschappelijke wedstrijd, die werd gespeeld in Milaan op 1 januari 1923. De laatste ontmoeting, de kwartfinalewedstrijd tijdens de UEFA Nations League 2024/25, vond plaats op 23 maart 2025 in Dortmund.

## Wedstrijden
| №  | Plaats          | Datum            | Competitie                  | Wedstrijd               | Uitslag |
| -- | --------------- | ---------------- | --------------------------- | ----------------------- | ------- |
| 1  | Milaan          | 1 januari 1923   | Vriendschappelijk           | Italië – Duitsland      | 3 – 1   |
| 2  | Duisburg        | 23 november 1924 | Vriendschappelijk           | Duitsland – Italië      | 0 – 1   |
| 3  | Turijn          | 28 april 1929    | Vriendschappelijk           | Italië – Duitsland      | 1 – 2   |
| 4  | Frankfurt/Main  | 2 maart 1930     | Vriendschappelijk           | Duitsland – Italië      | 0 – 2   |
| 5  | Bologna         | 1 januari 1933   | Vriendschappelijk           | Italië – Duitsland      | 3 – 1   |
| 6  | Berlijn         | 15 november 1936 | Vriendschappelijk           | Duitsland – Italië      | 2 – 2   |
| 7  | Florence        | 26 maart 1939    | Vriendschappelijk           | Italië – Duitsland      | 3 – 2   |
| 8  | Berlijn         | 26 november 1939 | Vriendschappelijk           | Duitsland – Italië      | 5 – 2   |
| 9  | Milaan          | 5 mei 1940       | Vriendschappelijk           | Italië – Duitsland      | 3 – 2   |
| 10 | Stuttgart       | 30 maart 1955    | Vriendschappelijk           | West-Duitsland – Italië | 1 – 2   |
| 11 | Rome            | 18 december 1955 | Vriendschappelijk           | Italië – West-Duitsland | 2 – 1   |
| 12 | Santiago        | 31 mei 1962      | WK 1962                     | West-Duitsland – Italië | 0 – 0   |
| 13 | Hamburg         | 13 maart 1965    | Vriendschappelijk           | West-Duitsland – Italië | 1 – 1   |
| 14 | Mexico-Stad     | 17 juni 1970     | WK 1970                     | West-Duitsland – Italië | 3 – 4   |
| 15 | Rome            | 26 februari 1974 | Vriendschappelijk           | Italië – West-Duitsland | 0 – 0   |
| 16 | West-Berlijn    | 8 oktober 1977   | Vriendschappelijk           | West-Duitsland – Italië | 2 – 1   |
| 17 | Buenos Aires    | 14 juni 1978     | WK 1978                     | West-Duitsland – Italië | 0 – 0   |
| 18 | Madrid          | 11 juli 1982     | WK 1982                     | West-Duitsland – Italië | 1 – 3   |
| 19 | Zürich          | 22 mei 1984      | Vriendschappelijk           | West-Duitsland – Italië | 1 – 0   |
| 20 | Avellino        | 5 februari 1986  | Vriendschappelijk           | Italië – West-Duitsland | 1 – 2   |
| 21 | Keulen          | 18 april 1987    | Vriendschappelijk           | West-Duitsland – Italië | 0 – 0   |
| 22 | Düsseldorf      | 10 juni 1988     | EK 1988                     | West-Duitsland – Italië | 1 – 1   |
| 23 | Turijn          | 25 maart 1992    | Vriendschappelijk           | Italië – Duitsland      | 1 – 0   |
| 24 | Stuttgart       | 23 maart 1994    | Vriendschappelijk           | Duitsland – Italië      | 2 – 1   |
| 25 | Zürich          | 21 juni 1995     | Vriendschappelijk           | Duitsland – Italië      | 2 – 0   |
| 26 | Manchester      | 19 juni 1996     | EK 1996                     | Duitsland – Italië      | 0 – 0   |
| 27 | Stuttgart       | 20 augustus 2003 | Vriendschappelijk           | Duitsland – Italië      | 0 – 1   |
| 28 | Florence        | 1 maart 2006     | Vriendschappelijk           | Italië – Duitsland      | 4 – 1   |
| 29 | Dortmund        | 4 juli 2006      | WK 2006                     | Duitsland – Italië      | 0 – 2   |
| 30 | Dortmund        | 9 februari 2011  | Vriendschappelijk           | Duitsland – Italië      | 1 – 1   |
| 31 | Warschau        | 28 juni 2012     | EK 2012                     | Duitsland – Italië      | 1 – 2   |
| 32 | Milaan          | 15 november 2013 | Vriendschappelijk           | Italië – Duitsland      | 1 – 1   |
| 33 | München         | 29 maart 2016    | Vriendschappelijk           | Duitsland – Italië      | 4 – 1   |
| 34 | Bordeaux        | 2 juli 2016      | EK 2016                     | Duitsland – Italië      | 1 – 1   |
| 35 | Milaan          | 15 november 2016 | Vriendschappelijk           | Italië – Duitsland      | 0 – 0   |
| 36 | Bologna         | 4 juni 2022      | UEFA Nations League 2022/23 | Italië – Duitsland      | 1 − 1   |
| 37 | Mönchengladbach | 14 juni 2022     | UEFA Nations League 2022/23 | Duitsland − Italië      | 5 − 2   |
| 38 | Milaan          | 20 maart 2025    | UEFA Nations League 2024/25 | Italië – Duitsland      | 1 − 2   |
| 39 | Dortmund        | 23 maart 2025    | UEFA Nations League 2024/25 | Duitsland – Italië      | 3 – 3   |

## Samenvatting
| Competitie          | Totaal gespeeld | Winst Duitsland | Gelijk | Winst Italië | Doelsaldo Duitsland – Italië |
| ------------------- | --------------- | --------------- | ------ | ------------ | ---------------------------- |
| WK-eindronde        | 5               | 0               | 2      | 3            | 4 − 9                        |
| EK-eindronde        | 4               | 0               | 3      | 1            | 3 − 4                        |
| UEFA Nations League | 4               | 2               | 2      | 0            | 11 − 7                       |
| Vriendschappelijk   | 26              | 8               | 7      | 11           | 34 − 37                      |
| Totaal              | 39              | 10              | 14     | 15           | 52 − 57                      |

Wedstrijden bepaald door strafschoppen worden, in lijn met de FIFA, als een gelijkspel gerekend.

## Details

### 29ste ontmoeting
| WK 2006 (Dortmund, Duitsland, 4 juli 2006): |                     | |
| Duitsland | 0 – 2 na verlenging | Italië |
| | goals               | 119' Fabio Grosso 120+1' Alessandro Del Piero |
| Jürgen Klinsmann | bondscoach          | Marcello Lippi |
| Jens Lehmann Arne Friedrich Sebastian Kehl Christoph Metzelder Michael Ballack Philipp Lahm Per Mertesacker Tim Borowski 73' Bernd Schneider 83' Lukas Podolski Miroslav Klose 111' | opstellingen        | Gianluigi Buffon Fabio Grosso Fabio Cannavaro Gennaro Gattuso 91' Mauro Camoranesi Gianluca Zambrotta 104' Simone Perrotta Andrea Pirlo Marco Materazzi 74' Luca Toni Francesco Totti |
| Bastian Schweinsteiger 73' David Odonkor 83' Oliver Neuville 111' | wissels             | 74' Alberto Gilardino 91' Vincenzo Iaquinta 104'Alessandro Del Piero |
| Tim Borowski 40' Christoph Metzelder 56' | gele kaarten        | 90' Mauro Camoranesi |

### 30ste ontmoeting
| EK 2012 (Warschau, Polen, 28 juni 2012): |                 | |
| Duitsland | 1 – 2           | Italië |
| Mesut Özil 90+2' (pen.) | goals (assists) | 20' Mario Balotelli (Antonio Cassano) 36' Mario Balotelli (Riccardo Montolivo) |
| Joachim Löw | bondscoach      | Cesare Prandelli |
| Manuel Neuer Jérôme Boateng 71' Mats Hummels Holger Badstuber Philipp Lahm Toni Kroos Sami Khedira Bastian Schweinsteiger Mesut Özil Lukas Podolski 46' Mario Gómez 46' | opstellingen    | Gianluigi Buffon Giorgio Chiellini Federico Balzaretti Claudio Marchisio Andrea Barzagli Daniele De Rossi 64' Riccardo Montolivo Leonardo Bonucci Andrea Pirlo 70' Mario Balotelli 58' Antonio Cassano |
| Marco Reus 46' Miroslav Klose 46' Thomas Müller 71' | wissels         | 58' Alessandro Diamanti 64' Thiago Motta 70' Antonio Di Natale |
| Mats Hummels 90+4' | gele kaarten    | 37' Mario Balotelli 61' Leonardo Bonucci 84' Daniele De Rossi 89' Thiago Motta |

### 31ste ontmoeting
| Vriendschappelijk (Dortmund, Duitsland, 9 februari 2011):                           |       |                    |
| Duitsland                                                                           | 1 – 1 | Italië             |
| Miroslav Klose 16'                                                                  | goals | 81' Giuseppe Rossi |
| - Debuut van Thiago Motta (Inter Milaan) en Sebastian Giovinco (Parma) voor Italië. |       |                    |

### 32ste ontmoeting
| Vriendschappelijk (Milaan, Italië, 15 november 2013): |              | |
| Italië | 1 – 1        | Duitsland |
| Ignazio Abate 28' | goals        | 8' Mats Hummels |
| Cesare Prandelli | bondscoach   | Joachim Löw |
| Gianluigi Buffon Andrea Barzagli 71' Leonardo Bonucci Domenico Criscito Ignazio Abate Andrea Pirlo 82' Thiago Motta Riccardo Montolivo Claudio Marchisio Pablo Osvaldo 53' Mario Balotelli | opstellingen | Manuel Neuer Philipp Lahm Jérôme Boateng Mats Hummels Benedikt Höwedes Marcell Jansen 67' Sami Khedira Toni Kroos 60' Mario Götze 87' Thomas Müller 59' André Schürrle |
| Antonio Candreva 53' Angelo Ogbonna 71' Alessio Cerci 82' | wissels      | 59' Marco Reus 60' Mesut Özil 67' Sven Bender 87' Lars Bender |
| Claudio Marchisio 70' Thiago Motta 82' | gele kaarten | 54' Philipp Lahm 82' Toni Kroos |

### 33ste ontmoeting
| Vriendschappelijk (München, Duitsland, 29 maart 2016): |              | |
| Duitsland | 4 – 1        | Italië |
| Toni Kroos 24' Mario Götze 45' Jonas Hector 59' Mesut Özil 75' (pen.) | goals        | 83' Stephan El Shaarawy |
| Joachim Löw | bondscoach   | Antonio Conte |
| Marc-André ter Stegen Mats Hummels Shkodran Mustafi Jonas Hector 85' Antonio Rüdiger Mesut Özil Toni Kroos 90' Sebastian Rudy Mario Götze 61' Julian Draxler 85' Thomas Müller 69' | opstellingen | Gianluigi Buffon 62' Leonardo Bonucci Matteo Darmian Francesco Acerbi 68' Thiago Motta Riccardo Montolivo 68' Emanuele Giaccherini 61' Alessandro Florenzi 78' Simone Zaza 68' Lorenzo Insigne Federico Bernardeschi |
| Marco Reus 61' Emre Can 69' Kevin Volland 85' Matthias Ginter 85' Christoph Kramer 90'                                                                                             | wissels      | 61' Lorenzo De Silvestri 62' Andrea Ranocchia 68' Stefano Okaka 68' Stephan El Shaarawy 68' Marco Parolo 78' Luca Antonelli                                                                                          |
| Mats Hummels 57' Shkodran Mustafi 77' | gele kaarten | 15' Emanuele Giaccherini |
| - Grootste nederlaag van Italië onder leiding van bondscoach Antonio Conte. |              | |

### 34ste ontmoeting
| EK 2016 (Bordeaux, Frankrijk, 2 juli 2016): |                     | |
| Duitsland | 1 – 1               | Italië |
| Mesut Özil 65' | goals               | 78' (pen.) Leonardo Bonucci |
| Toni Kroos Thomas Müller Mesut Özil Julian Draxler Bastian Schweinsteiger Mats Hummels Joshua Kimmich Jérôme Boateng Jonas Hector                          | strafschoppen 6 – 5 | Lorenzo Insigne Simone Zaza Andrea Barzagli Graziano Pellè Leonardo Bonucci Emanuele Giaccherini Marco Parolo Mattia De Sciglio Matteo Darmian                                                |
| Joachim Löw | bondscoach          | Antonio Conte |
| Manuel Neuer Jonas Hector Benedikt Höwedes Mats Hummels Jérôme Boateng Sami Khedira 16' Mesut Özil Thomas Müller Toni Kroos Joshua Kimmich Mario Gomez 72' | opstellingen        | Gianluigi Buffon Mattia De Sciglio 120' Giorgio Chiellini Andrea Barzagli Leonardo Bonucci 86' Alessandro Florenzi Stefano Sturaro Marco Parolo Emanuele Giaccherini Graziano Pellè 108' Éder |
| Bastian Schweinsteiger 16' Julian Draxler 72' | wissels             | 86' Matteo Darmian 108' Lorenzo Insigne 120' Simone Zaza |
| Mats Hummels 90' Bastian Schweinsteiger 112' | gele kaarten        | 56' Stefano Sturaro 57' Mattia De Sciglio 59' Marco Parolo 91' Graziano Pellè 103' Emanuele Giaccherini                                                                                       |
| - Laatste wedstrijd van Italië onder leiding van bondscoach Antonio Conte.                                                                                 |                     | |

### 35ste ontmoeting
| Vriendschappelijk (Milaan, Italië, 15 november 2016): |              | |
| Italië | 0 – 0        | Duitsland |
| | goals        | |
| Giampiero Ventura | bondscoach   | Joachim Löw |
| Gianluigi Buffon 46' Alessio Romagnoli 46' Leonardo Bonucci Daniele Rugani Matteo Darmian Marco Parolo Daniele De Rossi Davide Zappacosta Éder 68' Andrea Belotti 88' Ciro Immobile 89' | opstellingen | Bernd Leno Shkodran Mustafi Benedikt Höwedes 46' Mats Hummels Yannick Gerhardt Sebastian Rudy 60' Thomas Müller 60' Leon Goretzka 70' Julian Weigl Joshua Kimmich İlkay Gündoğan |
| Gianluigi Donnarumma 46' Davide Astori 46' Federico Bernardeschi 68' Nicola Sansone 88' Simone Zaza 89'                                                                                 | wissels      | 46' Jonathan Tah 60' Serge Gnabry 60' Kevin Volland 70' Mario Götze Marc-André ter Stegen Benjamin Henrichs Jonas Hector Max Meyer Mario Gomez                                   |
| | gele kaarten | 61' Jonathan Tah 84' İlkay Gündoğan |
| - Debuut van Yannick Gerhardt (VfL Wolfsburg) voor Duitsland. |              | |